# Droit portugais
Le droit portugais désigne l'ensemble des lois en vigueur au Portugal. Le Code civil portugais a influencé celui de Goa.

## Histoire du droit portugais
Comme dans la plupart des États européens, le Portugal n'avait pas d’institutions politiques centralisées pour adopter les lois régulant les questions légales quotidiennes. Les guerres contre la Castille et la Reconquista firent de la Couronne et de sa Cour une armée en mouvement permanent. Certains historiens du droit portugais considèrent que les deux premiers siècles après le traité de Zamora de 1143 – par lequel le royaume de León reconnut la souveraineté portugaise de facto – les pouvoirs politiques du royaume était ceux d'un « État guerrier » qui ne pouvait diriger ses ressources vers l'organisation d'institutions administratives ou à l'adoption de lois. Une exception à cela est l'adoption de trois lois par le roi Alphonse II en 1211 durant le Cortes de Coimbra.
Durant la majeure partie de l'histoire légale portugaise, le Portugal et ses colonies avait un système légal ancien basé tant sur le droit coutumier médiéval local et le droit romain, principalement dérivé du Corpus iuris civilis.
Toutefois, avec l'époque des découvertes et un empire grandissant, les rois portugais obtinrent plus de pouvoir politique et imposèrent une autorité légale centralisées en créant plusieurs compilations de loi. Ces tentatives de codification n'avaient pas pour seul but d'unifier et de collecter les différentes traditions légales locales, mais aussi de corriger certaines coutumes que le monarque jugeait déraisonnable. Ces compilations étaient :
- les Ordenações Afonsinas de 1446 (officiellement en 1454 par Pierre, Duc de Coimbra)
- les Ordenações Manuelinas de 1512-1520 - par Manuel I ; modifié en 1526, 1533, 1580
- les Ordenações Filipinas de 1603 (durant la dynastie philippine, certaines lois espagnoles furent incorporées)

Ces Ordenações étaient utilisées sous l'Empire portugais jusqu'à ce que le premier Code civil entra en vigueur en 1867. Le premier Code civil est souvent surnommé le « Code de Seabra » du fait de la participation du comte de Seabra à sa rédaction. Le second et actuel Code civil fut adopté en 1966. Il est encore en vigueur dans plusieurs anciennes colonies, mais plus à Macao, où il a été remplacé par le Code civil du territoire en 1999.
Après la révolution des Œillets de 1974, le système légal portugais fut changé à la suite des exigences politiques et civiles. La nouvelle Constitution fut écrite par plusieurs idéologies et biais inspirés du socialisme et du communisme afin de remplacer l'ancien régime. Pendant plusieurs années, le pays passa du socialisme au néolibéralisme.

## Principes

### Laïcité
Le paragraphe quatre de l'article quarante et un de la Constitution de 1976 déclare la séparation de l'église et de l'État, c'est-à-dire la laïcité de l’État portugais. Ce principe existait depuis 1910. L'article 41 assure :
- la liberté de conscience, de culte et de religion
- que personne ne peut être poursuivi, privé de droits ou dispensé de devoirs civiques en raison de ses convictions religieuses
- que personne ne peut être interrogée sur ses croyances ou pratiques religieuses, sauf dans le cas d'une collecte de données statistiques
- la séparation de l'église et des communautés religieuses de l'état, le droit de s'organiser librement, d'exercer leurs fonctions et de célébrer leur culte
- la liberté de l'enseignement religieux
- le droit à l'objection de conscience

En 1940, le Portugal a signé un concordat et a pris des mesures telles que :
- l'enseignement religieux par les prêtres dans les écoles publiques
- la validité civile du mariage religieux
- considération  des prêtres comme fonctionnaires et rémunération de ceux-ci en conséquence.

### Emprisonnement à perpétuité
Le Portugal est l'unique pays qui a considéré que l'emprisonnement à perpétuité, pour mineurs ou majeurs, avec ou sans possibilité de libération conditionnelle, viole les droits de l'homme ; la peine maximale est de trente ans.

## Sources

## Compléments